# Riek Bakker
H.E. (Riek) Bakker (Amsterdam, 11 november 1944) is een Nederlandse stedenbouwkundige. Onder andere als directeur Stadsontwikkeling van de gemeente Rotterdam heeft zij bijgedragen aan de ruimtelijke inrichting van Nederland. Haar bekendste projecten zijn de Kop van Zuid in Rotterdam en Leidsche Rijn in Utrecht.

## Loopbaan
Bakker is opgegroeid in Meppel en begon haar loopbaan bij Bureau Zandvoort. Zij richtte in 1977 met collega Ank Bleeker een bureau voor tuin- en landschapsarchitectuur op. In 1984 won zij de prijsvraag Parc de la Vilette in Parijs. Van 1986 tot 1991 was zij directeur Stadsontwikkeling van de gemeente Rotterdam. Aansluitend was zij van 1991 tot 1993 directeur van de Rotterdamse dienst Stedebouw en Volkshuisvesting. In 1994 was Riek Bakker mede-oprichter van BVR (Bakker en Van Rijs), een adviesbureau voor stedelijke ontwikkeling, landschap en infrastructuur, waar zij directeur was tot 2007. In de periode 1997 - 2001 was zij hoogleraar stedenbouwkunde aan de Technische Universiteit Eindhoven. In 2004 richtte zij Riek Bakker Advies op van waaruit zij haar projecten uitvoert.
In juni 2010 is Riek Bakker door het ministerie van Economische Zaken benoemd tot aanbestedingsambassadeur. Vanuit deze rol zal zij actief bij bestuurders van overheden het belang van goed aanbesteden onder de aandacht brengen.
Ter gelegenheid van Koningsdag 2015 werd zij benoemd tot ridder in de Orde van de Nederlandse Leeuw. In 1994 won zij de Rotterdam-Maaskantprijs, in 2006 de Aletta Jacobsprijs en in 2007 werd zij onderscheiden met de Hudig-penning. In 2023 ontving zij de Zilveren Stadsmedaille van de gemeente Utrecht.
In 2021 verscheen haar biografie, geschreven in samenwerking met Margeet Fogteloo, De ruimte van Riek - Bouwend aan Nederland.
Sinds november 2021 is zij vicevoorzitter bij de Akademie van Kunsten.

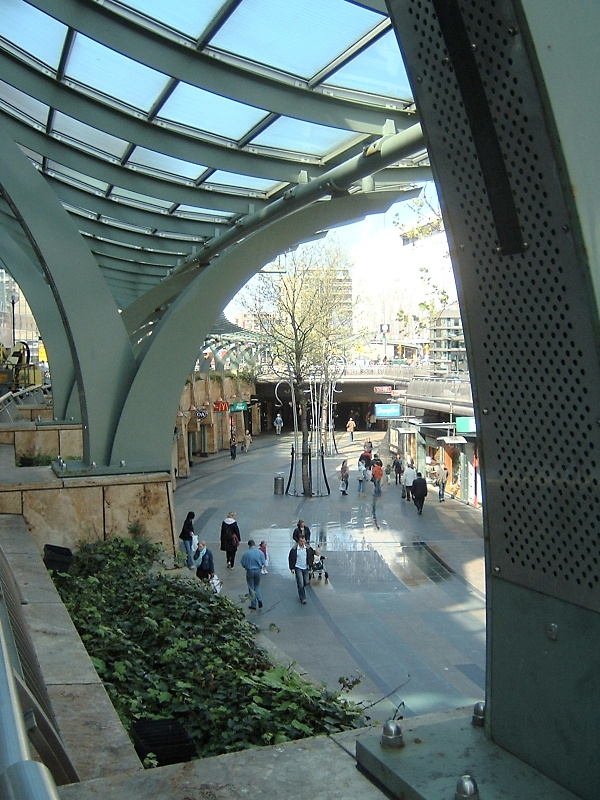
Beurstraverse (Koopgoot) Rotterdam

## Bekende projecten
- Kop van Zuid in Rotterdam
- Beurstraverse in Rotterdam
- Leidsche Rijn (wijk) in Utrecht
- Utrecht City Project
- Herinrichting van stadscentra Helmond, Almere, Venlo, Roosendaal
- Herinrichting oude Philipsterrein in Eindhoven

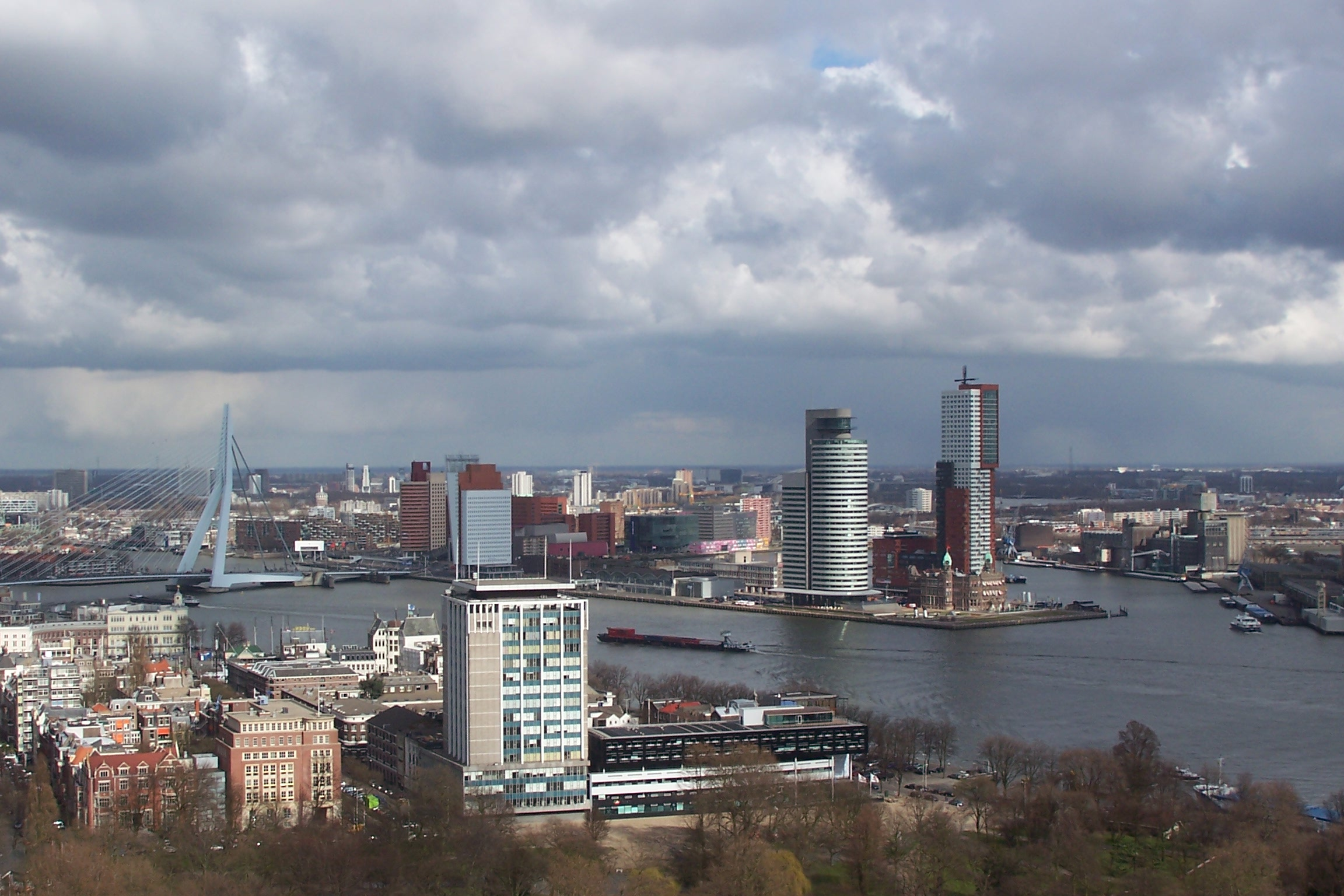
De Kop van Zuid